# الصفاء (حبيش)

تعديل مصدري - تعديل

الصفاء هي إحدى قرى عزلة الفراعي بمديرية حبيش التابعة لمحافظة إب، بلغ تعداد سكانها 477 نسمة حسب تعداد اليمن لعام 2004.